# Alex Korio
Alex Oloitiptip Korio (* 20. Dezember 1990 im Narok County/Trans Mara District (Kenia)) ist ein kenianischer Langstreckenläufer. 2017 lief er beim Kopenhagen-Halbmarathon die 21,1 Kilometer in 58:51 Minuten, was zu diesem Zeitpunkt Platz 14 in der ewigen Weltbestenliste auf dieser Strecke bedeutet.

## Sportliche Karriere
Korio begann 2008 seine internationale Karriere. Im Juni 2008 lief er die 10.000 Meter in 28:26,0 Minuten in Nairobi. Einen Monat später startete er in Mailand über 5000 Meter und erreichte eine Zeit von 13:12,18 Minuten. Ebenfalls im Juli siegte er im griechischen Thessaloniki beim 3000-Meter-Lauf in 8:00,12 Minuten. In Turin gewann er im Juni 2010 den 5000-Meter-Lauf in 13:14,08 Minuten. Im September desselben Jahres lief er 7:42,67 Minuten. über 3000 Meter (persönliche Bestzeit). Bei einem 10-Kilometer-Straßenrennen im französischen Rennes im Oktober erreichte Korio das Ziel in 27:52 Minuten.
Am 1. Mai 2011 lief er bei einem Straßenlauf 28:10 Minuten über die 10 Kilometer. In Barcelona erreichte der Kenianer die 5000 Meter in 13:12,76 Minuten. 2012 lief Korio in Huelva über 5000 Meter eine persönliche Bestzeit von 13:08,59 Minuten. Bei einem Straßenrennen in Berlin lief er im Oktober eine Zeit von 28:15 Minuten. Bei einem Rennen in Bangalore in Indien 2013 gewann Kerio in 28:07 Minuten über 10 Kilometer. Im selben Jahr benötigte er für einen Halbmarathon im angolanischen Luanda 61:34 Minuten.
Ein Jahr später, im März 2014, lief er den Halbmarathon erstmals unter einer Stunde. Im spanischen Azpeitia erreichte er 59:58 Minuten. Bei einem 10-Kilometer-Straßenlauf im angolanischen Luanda im Dezember benötigte er 28:44 Minuten. Im Januar 2015 startet Korio erneut in Luanda. Er startet über 5000 Meter und erreicht eine Zeit von 13:46,41 Minuten. Im September verbesserte er seine Bestzeit im Halbmarathon, als er in Kopenhagen in 59:28 Minuten ins Ziel kam. Beim 10-Kilometer-Silvesterlauf in Luanda lief der Kenianer eine Zeit von 28:45 Minuten.
2016 startete er im März im kenianischen Nakuru über 5000 Meter und erreichte das Ziel in einer Zeit von 14:14,9 Minuten. Im indischen Bangalore lief Korio im Mai einen 10-Kilometer-Straßenlauf in 28:49 Minuten. Im Herbst des Jahres startete er erneut beim Kopenhagen-Halbmarathon und kam mit 60:33 Minuten das Ziel. In Port-Gentil (Gabun) gewann er bei einem 10-Kilometer-Lauf in einer Zeit von 27:48 Minuten. Am 20. Mai 2017 gewann er in Bangalore beim 10. TCS World 10K Bengaluru 2017 Rennen (IAAF Bronze Label Road Race) in einer Zeit von 28:12 Minuten. Beim Kopenhagen-Halbmarathon 2017 lief er eine persönliche Bestzeit in 58:51 Minuten. Mit dieser Zeit steht er März 2020 auf Platz 14 der ewigen Weltbestenliste (30. März 2020). Im Januar 2018 lief Kerio den Halbmarathon in Houston (Texas) in 60:49 Minuten. Über 10 Kilometer benötigte er in Bangalore in Indien eine Zeit von 28:44 Minuten.
2019 lief er erstmals in Ras Al Khaimah (UAE) und erreicht im Halbmarathon eine Zeit von 61:11 Minuten. Am 3. August gewann er das 10-Kilometer-Rennen (Beach to Beacon 10K) in Cape Elizabeth mit 27:34 Minuten. Dieses und der 11. Platz in persönlicher Bestzeit von 27:28,74 Minuten im 10.000-Meter-Lauf bei den Weltmeisterschaften in Doha wurden dopingfallbedingt gestrichen.
2020 erzielte Korio im Januar bei einem 10-Kilometer-Lauf in Valencia (Spanien) eine Zeit von 27:53 Minuten, die später ebenfalls annulliert wurde.
Alex Korio hat eine Größe von 1,73 Meter und ein Wettkampfgewicht von 52 Kilogramm.

### Doping
Aufgrund von falschen Angaben im Anti-Doping Administration and Management System (ADAMS) der Welt-Anti-Doping-Agentur (WADA) und verpassten Dopingkontrollen wurde Korio Anfang Mai 2020 von der Athletics Integrity Unit (AIU) des Leichtathletik-Weltverbandes World Athletics provisorisch suspendiert und anschließend bis 18. Juli 2021 gesperrt sowie seine ab 19. Juli 2019 erzielten Resultate annulliert.

## Persönliche Bestzeiten
(Stand: 25. November 2020)
- 10.000 Meter: 28:19,0 Minuten, 3. Juli 2019 in Nairobi (Kenia)
- 10 Kilometer Straßenlauf: 27:48 Minuten, 24. Juni 2017 in Port-Gentil (Gabun)
- Halbmarathon: 58:51 Minuten, 17. September 2017 in Kopenhagen (Dänemark)